# Franz Kneer

Militär-Flugzeug-Führer-Lizenz Franz Kneer

Franz Kneer (* 31. Mai 1895 in Kempten (Allgäu); † 25. April 1935 bei Hallgarten (Rheingau)) war ein deutscher Pilot und Flugsportler.

## Leben
Seine berufliche Karriere begann Kneer 1912 in München bei dem deutschen Flugzeugbauer Flugmaschinen-Werke Gustav Otto als Praktikant. Während des Ersten Weltkrieges flog Kneer bei der Bayerischen Fliegertruppe (siehe Bild links) in unterschiedlichen Verwendungen. Nach dem Kriegsende arbeitete Kneer von 1919 an als Chefpilot für die Firma Bayer. Luft-Lloyd.
Seine fliegerische Karriere führte Kneer 1923 zu dem deutschen Flugzeugbauer Junkers. 1923 zunächst in der Sowjetunion eingesetzt, führte er 1924 eine Junkers F 13 in Junín (Argentinien) vor. Beim Flugfest in San Fernando belegte er den zweiten Platz. Im Jahr 1926 war er auf der Flugstrecke Córdoba-Cochabamba eingesetzt.
Mit einer Junkers W34 stellte er am 7. November 1928 einen neuen Höhenweltrekord auf.
Im Juni des gleichen Jahres war er mit der Überführung von Flugzeugen der Junkerswerke nach Afghanistan beauftragt. 1929 erhielt er das Junkers-Flugkapitän-Diplom.
Kneer nahm mit einer A 50 D-1683 am europäischen Rundflug in Orly (Paris) teil und belegte hier den 17. Platz.

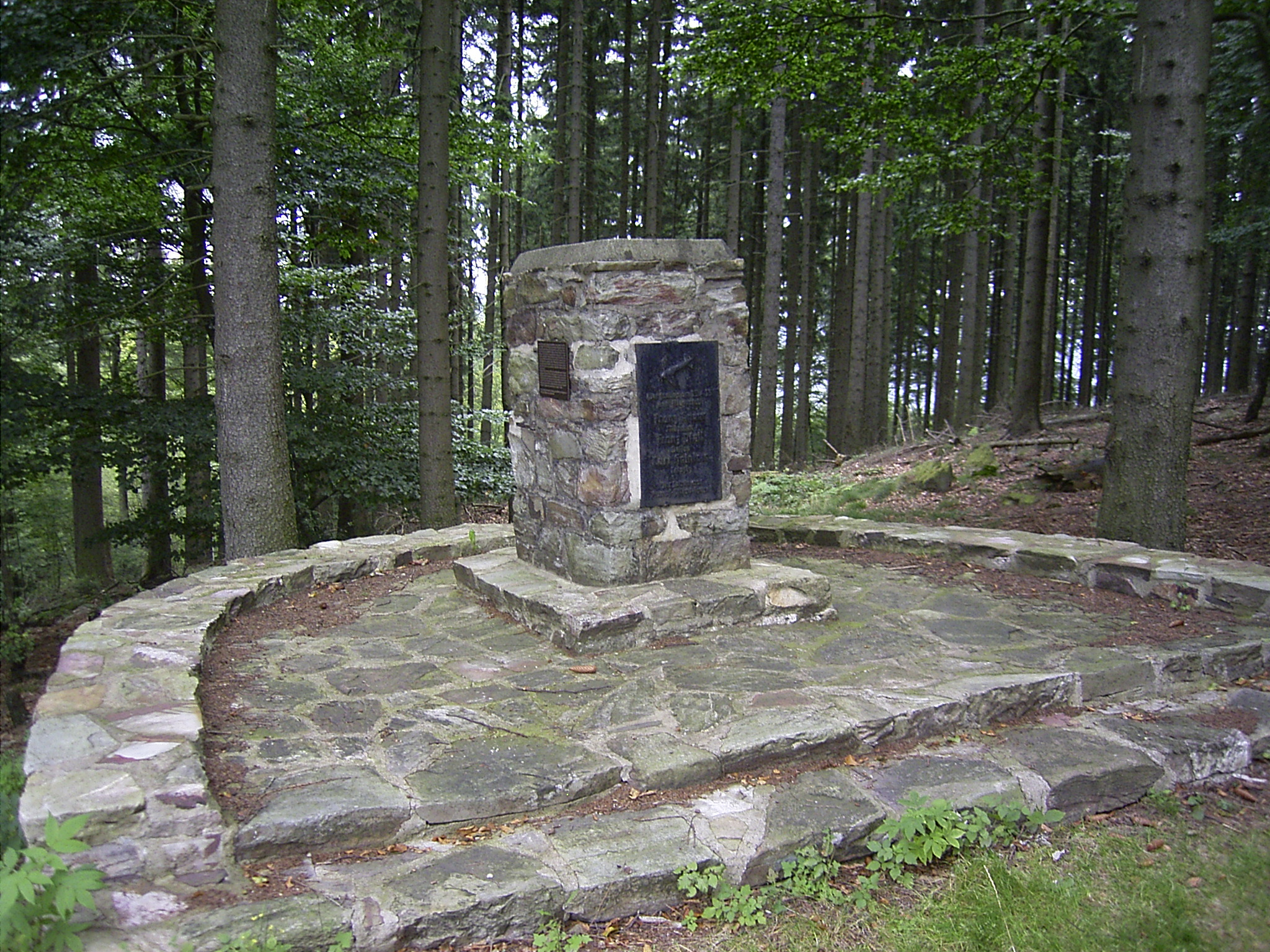
Hallgarten (Rheingau): Denkmal zum Absturz Franz Kneers

Nach einigen weiteren Jahren als Flugkapitän verunglückte Kneer am 25. April 1935 bei schlechtem Wetter mit einer Postmaschine des Typs Junkers Ju 52/3m, Registrierung D-AJYR der Deutschen Lufthansa (siehe Bild links), nach Baumberührung auf dem Luftwege von Berlin über Köln nach Frankfurt bei Hallgarten im Rheingau. Kneer verstarb noch am Unfallort, während die übrige Besatzung, der Oberflugmaschinist Franz Pfeil und der Funker Kurt Heinicke, wenige Tage später ihren Verletzungen erlagen. Ein Denkmal auf der Anhöhe, genannt Hallgarter Zange, erinnert an dieses Unglück (siehe Bild rechts). In Abweichung zu den Angaben am Denkmal spricht Stephanie Zibell in ihrem Buch "Rheingaugeschichten" (Frankfurt a. Main, 2009) von einer Flugstrecke von Berlin über Frankfurt nach Köln. Sie bezieht sich hierbei auf den Unfallbericht der Deutschen Lufthansa AG vom 10. Mai 1935. Kneer habe auf einer Position parallel zur Hallgarter Zange den Entschluss gefasst, auf Sichtflug zu gehen. Er habe gewendet und sei südlich in Richtung Rhein geflogen. Es kam zur Kollision am Nordhang des Berges.

## Ehrung
In der Stadt Magdeburg war zeitweise eine Straße (Kneerstraße) nach ihm benannt.